# William Morris Agency

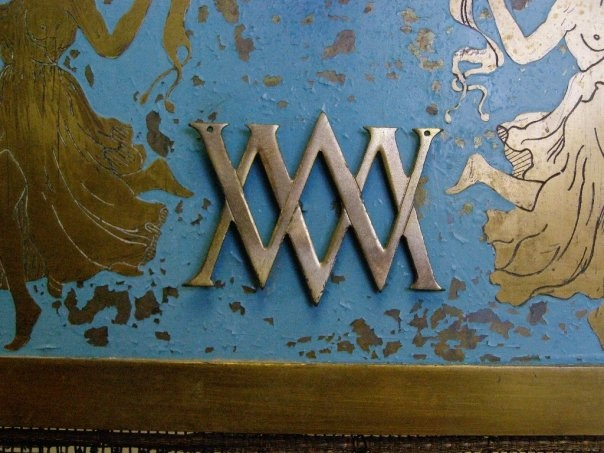
William Morris Pantalla de Chimenea con monograma

La William Morris Agency (WMA) (del inglés: Agencia William Morris) era una agencia de talentos con sede en Hollywood. Representaba a algunos de los artistas más conocidos del cine, la televisión y la música del siglo XX. Durante su mandato de 109 años, llegó a ser considerada como la "primera gran agencia de talentos en el mundo del espectáculo".
En abril de 2009, WMA anunció que se fusionaría con Endeavor Talent Agency para formar William Morris Endeavour. William Morris Endeavour pasó a llamarse Endeavour en octubre de 2017.

## Historia

### Historia temprana
En 1898, William Morris (nacido como Zelman Moses), un inmigrante judío alemán en los EE. UU., colocó una marca registrada en forma de cruz sobre la puerta de una oficina en la ciudad de Nueva York (cuatro "X", que representan una W superpuesta a una M) y entró en el negocio como William Morris, agente de vodevil. Cuando WMA se incorporó formalmente en el estado de Nueva York el 31 de enero de 1918, el hijo de Morris, William Morris Jr., y su asistente Abraham Lastfogel, quien comenzó como un oficinista y después de convertirse en un agente de talentos por derecho propio, entró en un sociedad comercial con Morris Sr.
A medida que el cine mudo se convirtió en un entretenimiento ampliamente visto, Morris alentó a sus clientes a experimentar en el nuevo medio. Estrellas como Charlie Chaplin, Al Jolson, los hermanos Marx y Mae West estuvieron representadas por la compañía.
Para 1930, Morris había entregado el liderazgo de la agencia a su hijo y Lastfogel. En 1932, cinco años después de su jubilación, William Morris, Sr. murió de insuficiencia cardíaca. En ese momento, la Agencia había comenzado el proceso de mudarse de Hollywood y Vine a Canon Drive en Beverly Hills.

### De 1945 a 2000

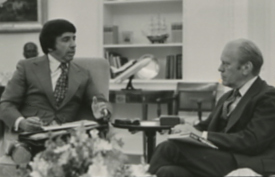
El presidente Gerald Ford (derecha) se reúne en la Oficina Oval con un representante de la Agencia William Morris para discutir la publicidad de su campaña de 1976

En diciembre de 1949, la Agencia William Morris adquirió la Agencia Berg-Allenberg (fundada por Phil Berg y Bert Allenberg). El agente principal en el departamento de películas durante la década de 1950 fue Mike Zimring.
En 1965, el Departamento de Música de WMA representaba a varios clientes, incluidos The Rolling Stones, Sonny & Cher, The Beach Boys y The Byrds.[cita requerida]  En 1973, la oficina de Nashville recién establecida de la Agencia proporcionó otro impulso significativo a las operaciones de William Morris, extendiendo el alcance de la Agencia a la música country y más allá. En 1976, Nat Lefkowitz fue nombrado copresidente de la firma (más tarde contrató a su sobrino, Ted Ashley, quien luego fundaría la agencia de talentos Ashley-Famous). En 1980, Morris Stoller estuvo nombrado presidente.
A principios de la década de 1980, WMA construyó William Morris Plaza ubicado en 150 El Camino Drive, directamente al otro lado de la calle de su edificio principal en 151 El Camino. En 1989, WMA adquirió Jim Halsey Company.
A principios de la década de 1990, el Departamento Literario de WMA anunció el mayor acuerdo de libro a pantalla jamás firmado cuando vendió los derechos de televisión de Scarlett, la secuela de Gone With the Wind, de Margaret Mitchell. En 2000, WMA adquirió The Writers Shop, propiedad de Jennifer Rudolph Walsh.

### Después de 2000
En 2003, WMA abrió una oficina en Miami Beach y en 2004 abrió una oficina en Shanghái. En 2007, la Agencia expandió su operación de música en Londres, lo que subraya el compromiso continuo de WMA con el mercado internacional. Junto con la incorporación de nuevo personal, la oficina de Londres se trasladó a la icónica Centre Point Tower.
En 2003, se produjo un cambio radical en el panorama de la agencia cuando el vicepresidente sénior de WMA y director de teatro, George Lane, y su compañero agente a cargo de los derechos extranjeros, Michael Cardonick, dejaron WMA para abrir la oficina y el Departamento de Teatro de la Creative Artists Agency en la Ciudad de Nueva York.

## 2009 fusión con Endeavour
El 27 de abril de 2009, WMA y Endeavor Talent Agency anunciaron que se fusionarían para formar William Morris Endeavour. Los ejecutivos de Endeavour Ari Emanuel y Patrick Whitesell fueron ampliamente reconocidos como los arquitectos del acuerdo y finalmente asumieron los roles de Co-CEO de WME. Tras el anuncio oficial de la fusión, casi 100 empleados de WMA y exmiembros de la junta fueron despedidos. Uno de los que se fueron fue Jim Wiatt, que llegó a WMA en 1999 procedente de International Creative Management, donde era vicepresidente, en 1999. Se había unido a WMA como presidente y codirector ejecutivo, y había ascendido a presidente de la junta.
Después de la fusión, WMA trasladó sus oficinas al edificio Endeavour en 9601 Wilshire Boulevard en Beverly Hills, California.

## WMA Programa de Formación del agente
El Programa de Capacitación para Agentes de WMA, a menudo denominado "sala de correo", se estableció en la década de 1940 y es bien conocido por su lista de exalumnos exitosos. Desde la década de 1970, el programa se ha reproducido en otras agencias y estudios de talentos, muchos de los cuales estaban dirigidos por antiguos aprendices de la sala de correo. Una vez aceptados, los aprendices rotan a través de diferentes departamentos, comenzando con la sala de correo, antes de convertirse en un asistente o coordinador de tiempo completo.
El competidor de WMA desde hace mucho tiempo, Creative Artists Agency, fue fundada en 1975 por Michael Ovitz, Ronald Meyer, William Haber, Michael S. Rosenfeld y Rowland Perkins, todos antiguos agentes en entrenamiento de WMA. David Geffen una vez llamó al Programa de Capacitación para Agentes de WMA "La Escuela de Negocios del Espectáculo de Harvard, solo que mejor: sin calificaciones, sin exámenes, un pequeño estipendio y excelentes oportunidades de colocación".[cita requerida]  Los graduados del Programa de Capacitación fueron percibidos con un alto nivel de prestigio dentro de la industria del entretenimiento, debido al calibre de los alumnos destacados que se han graduado del programa.
El expresidente Norman Brokaw se convirtió en el primer cartero en la sala de correo de Beverly Hills a los 15 años. El programa de capacitación de agentes todavía existe hoy en William Morris Endeavour. Fue célebremente documentado en el libro de 2003 de David Rensin, The Mailroom: Hollywood History from the Bottom Up.

## Lectura más lejana
- Haskell, Sam (2009). Promises I Made My Mother. ISBN 978-0345506559.
- Rensin, David (2003). The Mailroom: Hollywood History from the Bottom Up. ISBN 978-0345442345.
- Rose, Frank (1995). The Agency: William Morris and the Hidden History of Show Business. ISBN 978-0887307492.